# 正長花崗岩
正長花崗岩（英語：Syenogranite）是一種細到粗粒的侵入性火成岩，其一般成分與花崗岩相同。但不同於長石的特徵。正長花崗岩的長石成分主要呈鹼性（通常為正長石）。例如，愛達荷州鮭魚山的正長花崗岩呈粉紅色至棕褐色，由45-55%鹼長石、15-20%斜長石、15-20%石英、5-8%黑雲母、3-5%角閃石和少量磁鐵礦所組成。
正長花崗岩與正長岩相似，但主要區別在於它的石英含量較高（15-25%），鹼長石較低(45-50%) ，黑雲母比角閃石多，並且具有白雲母和金紅石 。一些正長花崗岩含稀有的自形角閃石（Fe-角閃石和 Fe-伊甸石）、黑雲母（暗長石 25%-35%）、斜長石 (An3)，以及鉀長石和石英。 
在巴西的 Sao Jose do Campestre Massif，正長花崗岩是一種粗粒岩石，由微斜長石、石英、角閃石和稀有的單斜輝石（clinopyroxene）以及褐帘石（allanite）組成。